# 1984-es cannes-i filmfesztivál
A 37. Cannes-i Nemzetközi Filmfesztivál 1984. május 11. és 23. között került megrendezésre, Dirk Bogarde brit színész elnökletével. A hivatalos versenyprogramban 19 nagyjátékfilm és 10 rövidfilm vett részt; versenyen kívül 6, míg az Un certain regard szekcióban 14 alkotást vetítettek. A párhuzamos rendezvények Kritikusok Hete szekciójában 8 filmet mutattak be, a Rendezők Kéthete elnevezésű szekció keretében pedig 19 játékfilm vetítésére került sor.

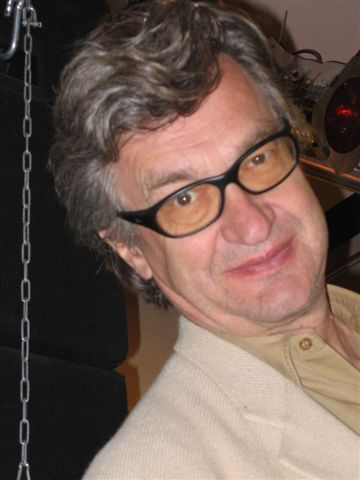
Wim Wenders

Mind a filmes szakma, mind pedig a közönség egyetértett abban, hogy megérdemelt helyre került az Arany Pálma, melyet Faye Dunaway nyújtott át a rendkívül megilletődött rendezőnek, Wim Wendersnek. Filmje, a bemutató vetítés után mintegy negyedórás tapsot kiprovokáló Párizs, Texas, ráadásul elnyerte a FIPRESCI díját, megosztva Theo Angelopoulos Utazás Kithirára című filmdrámájával. Ez utóbbi alkotó átvehette a legjobb eredeti forgatókönyv díját is. 1984-ben ismét ünnepelhettek a magyarok Cannes-ban: a zsűri külön nagydíját kapta Mészáros Márta Napló gyermekeimnek című alkotása. A díjazottak között található továbbá Bertrand Tavernier Vidéki vasárnap című filmje (a rendezés díja), valamint Lars von Trier filmdrámája, A bűn lélektana (a technikai nagydíj). A verseny mezőjéből kiemelkedett még A Bounty (Roger Donaldson), A vulkán alatt (John Huston), valamint az Ahol a zöld hangyák álmodnak (Werner Herzog).
Nagy sikert aratott a versenyen kívül vetített, rendkívül erős szereplőgárdát felvonultató fesztiválnyitó francia film, A Saganne Erőd: a vörös szőnyegen együtt vonult be az alkotókkal Philippe Noiret, Gérard Depardieu, Catherine Deneuve, Sophie Marceau. Ugyancsak kiemelt fogadtatásban részesült Sergio Leone utolsó rendezői alkotása, a Volt egyszer egy Amerika… című, rendkívüli epikai érzékkel elmesélt gengszterfilm, főszerepeiben a zseniális alakítást nyújtó Robert De Niróval és James Woodsszal. Vegyes fogadtatásban részesült Ingmar Bergman Próba után című filmdrámája, és a vártnál kevesebb ünneplés jutott osztályrészül Woody Allennek, akinek Broadway Danny Rose című filmjét vetítették versenyen kívül.
Noha a franciák számítottak rá, nem keltett különösebb visszhangot Depardieu első rendezése sem – Molière-adaptációját, a Tartuffe-öt az Un certain regard szekcióban indították.
Cannes megmaradt a kiemelkedő filmek és filmesek találkozóhelyének: a hivatalos programban részt vevő „nagy öregek” mellett (John Huston, Ingmar Bergman), elsősorban a párhuzamos rendezvények programjában ott találhatók a fiatal, de már ismert rendezők (Stephen Frears, Lars von Trier), valamint az elsőfilmesek (Leos Carax, Jim Jarmusch). Jarmusch nem is akárhogyan mutatkozott be: Arany Kamera díjat kapott.

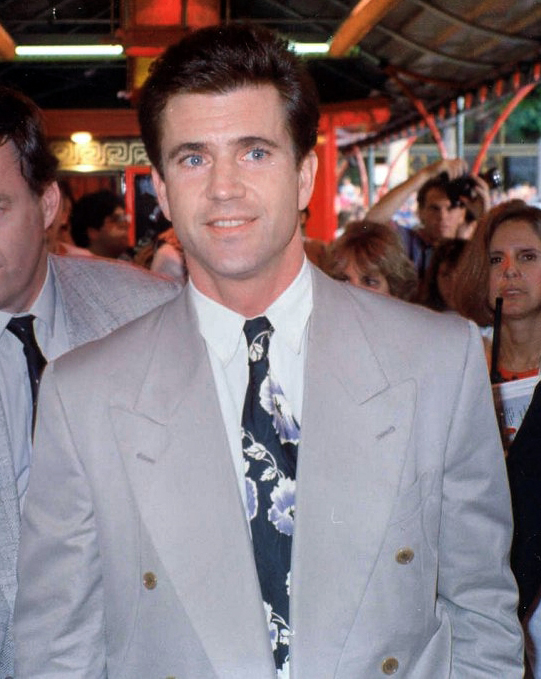
Mel Gibson

A Croisette legkeresettebb sztárja Roger Moore, az aktuális 007-es ügynök volt, valamint Christopher Reeve, de sikerben fürdőzhetett Marcello Mastroianni és Claudia Cardinale (IV. Henrik), Jane Birkin és Maruschka Detmers (A kalóznő), Nastassja Kinski, Harry Dean Stanton és Dean Stockwell (Párizs, Texas), Michael York, John Hurt, Michel Piccoli és Anouk Aimée (A siker a legjobb bosszú), Anthony Hopkins, Mel Gibson és Sir Laurence Olivier  (A Bounty), Albert Finney és Jacqueline Bisset (A vulkán alatt), Woody Allen és Mia Farrow (Broadway Danny Rose), Ingrid Thulin (Próba után), valamint Orson Welles és Tony Curtis (Where Is Parsifal?) is. Filmrendezők is feltűntek a vásznon: Louis Malle, Robert Bresson és Andrej Tarkovszkij volt látható a De Weg naar Bresson című alkotásban.
A magyar filmművészetet két alkotás is képviselte a versenyprogramban. A játékfilmek közé kapott meghívást Mészáros Mártának a zsűri külön nagydíját nyert Napló gyermekeimnek című alkotása, a rövidfilmek közé pedig Horváth Mária Ajtó 8 című, Nepp József forgatókönyve alapján készített egyperces animációs filmje. Az Un certain regard szekcióban mutatták be Elek Judit Mária-nap című filmdrámáját. A párhuzamos rendezvények Kritikusok Hete szekciójának nyolc filmje között versenyzett a Szörényi Levente és Bródy János legendás rockoperájáról készített Koltay Gábor-film, az István, a király, míg a Rendezők Kéthete szekcióba Xantus János Eszkimó asszony fázik című alkotását hívták meg.
Magyar vonatkozásként meg kell említeni, hogy a Hungarofilm igazgatója, Dósai István immár harmadszor foglalt helyet a fesztivál zsűrijében, továbbá, hogy a fesztivál plakátja Trauner Sándor eredeti díszletterve alapján készült. A fesztiválra kiutazott hivatalos magyar filmdelegáció tagjai voltak Dósai István zsűritag, delegációvezetőn kívül, Elek Judit, Koltay Gábor, Mészáros Márta és Xantus János filmrendezők, Horváth Mária rajzfilmrendező, ifj.Jancsó Miklós operatőr, Jan Nowicki színész és Czinkóczi Zsuzsa színésznő.
A „Rendezők Kéthete” szekcióban olyan alkotások voltak láthatók, mint James Ivorytól A bostoniak, Stephen Frearstől Az áruló, Nelson Pereira dos Santos brazil rendezőtől a Börtönemlékek, vagy Jim Jarmuschtól az Arany Kamera-díjas Florida, a paradicsom című filmje.

## Zsűri
Elnök: Dirk Bogarde, színész –  Egyesült Királyság

### Versenyprogram
- Arne Hestenes, újságíró –  Norvégia
- Dósai István, a Hungarofilm igazgatója –  Magyarország
- Ennio Morricone, zeneszerző –  Olaszország
- Franco Cristaldi, filmproducer –  Olaszország
- Isabelle Huppert, színésznő –  Franciaország
- Jorge Semprún, író –  Spanyolország
- Michel Deville, filmrendező –  Franciaország
- Stanley Donen, filmrendező –  Amerikai Egyesült Államok
- Vagyim Juszov, operatőr –  Szovjetunió

### Arany Kamera
- Bernard Jubard, filmtörténész –  Franciaország
- Fee Vaillant, filmkedvelő –  NSZK
- Jose Luis Guarner, újságíró –  Spanyolország
- Mehmet Basutcu, újságíró –  Törökország
- Michel Jullien, filmkedvelő –  Franciaország
- Samuel Lachize, filmkritikus –  Franciaország
- Serge Leroy, filmrendező –  Franciaország

## Hivatalos válogatás

### Nagyjátékfilmek versenye
- Another Country (Egy másik ország)[7] – rendező: Marek Kanievska
- Bayan ko: Kapit sa patalim – rendező: Lino Brocka
- Cal (Cal) – rendező: Pat O'Connor
- Dges game utenebia (A nappal hosszabb az éjszakánál) – rendező: Lana Gogoberidze
- Enrico IV (IV. Henrik) – rendező: Marco Bellocchio
- Forbrydelsens element (A bűn lélektana) – rendező: Lars von Trier
- Ghare-Baire – rendező: Satyajit Ray
- La pirate (A kalóznő) – rendező: Jacques Doillon
- Los santos inocentes (Ártatlanok) – rendező: Mario Camus
- Napló gyermekeimnek[2] – rendező: Mészáros Márta
- Paris, Texas (Párizs, Texas) – rendező: Wim Wenders
- Quilombo (Quilombo) – rendező: Carlos Diegues
- Success Is the Best Revenge (A siker a legjobb bosszú) – rendező: Jerzy Skolimowski
- Taxidi sta Kithira (Utazás Kithirára) – rendező: Theo Angelopoulos
- The Bounty (A Bounty) – rendező: Roger Donaldson
- Un dimanche à la campagne (Vidéki vasárnap) – rendező: Bertrand Tavernier
- Under the Volcano (A vulkán alatt) – rendező: John Huston
- Vigil (Vigília) – rendező: Vincent Ward
- Wo die grünen Ameisen träumen (Ahol a zöld hangyák álmodnak) – rendező: Werner Herzog

### Nagyjátékfilmek versenyen kívül
- Beat Street (Beat Street) – rendező: Stan Lathan
- Broadway Danny Rose (Broadway Danny Rose)[7] – rendező: Woody Allen
- Choose Me (Válassz engem) – rendező: Alan Rudolph
- Efter repetitionen (Próba után) – rendező: Ingmar Bergman
- Fort Saganne (A Saganne Erőd) – rendező: Alain Corneau
- Once Upon A Time In America (Volt egyszer egy Amerika…) – rendező: Sergio Leone

### Un certain regard
- Abel Gance et son Napoléon – rendező: Nelly Kaplan
- Cóndores no entierran todos los días (Keselyűket nem temetnek minden nap) – rendező: Francisco Norden
- De Grens – rendező: Leon de Winter
- De Weg naar Bresson – rendező: Jurriën Rood és Leo De Boer
- El norte (Észak)[7] – rendező: Gregory Nava
- Feroz – rendező: Manuel Gutiérrez Aragón
- Khandhar – rendező: Mrinal Sen
- Le jour S… – rendező: Jean Pierre Lefebvre
- Le Tartuffe (Tartuffe) – rendező: Gérard Depardieu
- Man of Flowers (A virággyűjtő) – rendező: Paul Cox
- Mária-nap – rendező: Elek Judit
- Un Poeta nel Cinema: Andreij Tarkovskij – rendező: Donatella Baglivo
- Where Is Parsifal? – rendező: Henri Helman
- Yeoin janhoksa moulleya moulleya – rendező: Doo-yong Lee

### Rövidfilmek versenye
- Ajtó 8[3] – rendező: Horváth Mária
- Bottom's Dream – rendező: John Canemaker
- Chiri – rendező: David Takaichvili
- Ett rum – rendező: Mats Olof Olsson
- Het scheppen van een koe – rendező: Paul Driessen
- Le cheval de fer – rendező: Gérald Frydman és Pierre Levie
- Le spectacle – rendező: Gilles Chevallier
- Orpheus and Eurydice – rendező: Lesley Keen
- Points – rendező: Dan Collins
- Tip Top – rendező: Paul Driessen

## Párhuzamos rendezvények

### Kritikusok Hete
- Argie – rendező: Jorge Blanco
- Bless their little hearts (Áldassék kis szívük) – rendező: Billy Woodberry
- Boy Meets Girl (Boy Meets Girl) – rendező: Leos Carax
- István, a király – rendező: Koltay Gábor
- Kanakerbraut – rendező: Uwe Schrader
- Les reves de la ville – rendező: Mohammed Malass
- Maya Miriga – rendező: Nirad N. Mahapatra
- Smärtgränsen – rendező: Agneta Elers-Jarleman

### Rendezők Kéthete
- Atómstöðin – rendező: Thorsteinn Jónsson
- Die Erben – rendező: Walter Bannert
- Epilogo – rendező: Gonzalo Suárez
- Ting bu liao de ai[8] – rendező: Michael Mak
- Eszkimó asszony fázik – rendező: Xantus János
- Flight To Berlin – rendező: Christopher Petit
- La casa de agua – rendező: Jacobo Penzo
- Les années de rêves – rendező: Jean-Claude Labrecque
- Memórias do Cárcere (Börtönemlékek) – rendező: Nelson Pereira dos Santos
- Nunca fomos tão felizes – rendező: Murilo Salles
- Old Enough – rendező: Marisa Silver
- Orinoko, nuevo mundo – rendező: Diego Rísquez
- Raffl – rendező: Christian Berger
- Revanche – rendező: Nikos Vergitsis
- Sista leken – rendező: Jon Lindström
- Stranger Than Paradise (Florida, a paradicsom) – rendező: Jim Jarmusch
- The Bostonians (A bostoniak) – rendező: James Ivory
- The Hit (Az áruló)[6] – rendező: Stephen Frears
- Variety – rendező: Bette Gordon

## Díjak

### Nagyjátékfilmek
- Arany Pálma: Paris, Texas (Párizs, Texas)[7] – rendező: Wim Wenders
- A zsűri külön nagydíja: Napló gyermekeimnek[2] – rendező: Mészáros Márta
- Legjobb rendezés díja: Un dimanche à la campagne (Vidéki vasárnap) – rendező: Bertrand Tavernier
- Legjobb női alakítás díja: Helen Mirren – Cal (Cal)
- Legjobb férfi alakítás díja: Alfredo Landa és Francisco Rabal – Los santos inocentes (Ártatlanok)
- Legjobb művészi hozzájárulás díja: Another Country (Egy másik ország) – fényképezte: Peter Biziou
- Legjobb eredeti forgatókönyv díja: Taxidi sta Kithira (Utazás Kithirára) – forgatókönyvíró: Theo Angelopoulos, Tonino Guerra és Thanassis Valtinos

### Rövidfilmek
- Arany Pálma (rövidfilm): Le cheval de fer – rendező: Gérald Frydman és Pierre Levie
- A zsűri díja (rövidfilm): Chiri – rendező: David Takaichvili

### Arany Kamera
- Arany Kamera: Stranger Than Paradise (Florida, a paradicsom)[9] – rendező: Jim Jarmusch

### Egyéb díjak
- FIPRESCI-díj:
  - Paris, Texas (Párizs, Texas) – rendező: Wim Wenders
  - Taxidi sta Kithira (Utazás Kithirára) – rendező: Theo Angelopoulos
  - Memórias do Cárcere (Börtönemlékek)[9] – rendező: Nelson Pereira dos Santos
- Technikai nagydíj: Forbrydelsens element (A bűn lélektana) – rendező: Lars von Trier
- Ökumenikus zsűri díja: Paris, Texas (Párizs, Texas) – rendező: Wim Wenders
- Ökumenikus zsűri külön dicsérete: Los santos inocentes (Ártatlanok) – rendező: Mario Camus
- Ifjúság díja: Epilogo[9] – rendező: Gonzalo Suárez